# Наверное, боги сошли с ума 4
«Наверное, боги сошли с ума 4» — гонконгская кинокомедия 1993 года. После успеха африканской кинокомедии «Наверное, боги сошли с ума» было снято 3 неофициальных гонконгских продолжения, которые с оригиналом связывал лишь бушмен Нкъхау в главной роли. Этот фильм — второй из «гонконгской серии». Также известен под названием «Безумный Гонконг».

## Сюжет
Бушмен из африканской саванны (Нкъхау) чуть не срывает работу гонконгской съёмочной группы, приехавшей в Африку для того, чтобы отснять рекламный ролик. Поняв, что ситуация под контролем, бушмен успокаивается и даже знакомится с режиссёром рекламы Ширли Вонг (Карина Лау), которая на прощание дарит ему сувенир — птичку в бутылке из-под кока-колы. Попраздновав некоторое время в своем родном племени такое удивительное событие, бушмен решает выпустить птицу на волю, но как сделать это, совершенно не представляет. Если кто-то и может ему помочь, это Ширли, но она улетела в Гонконг, так что бушмену ничего не остается, кроме как последовать за ней.

## В ролях
- Нкъхау — Нкъхау
- Карина Лау — Ширли Вонг